# Satake-ji

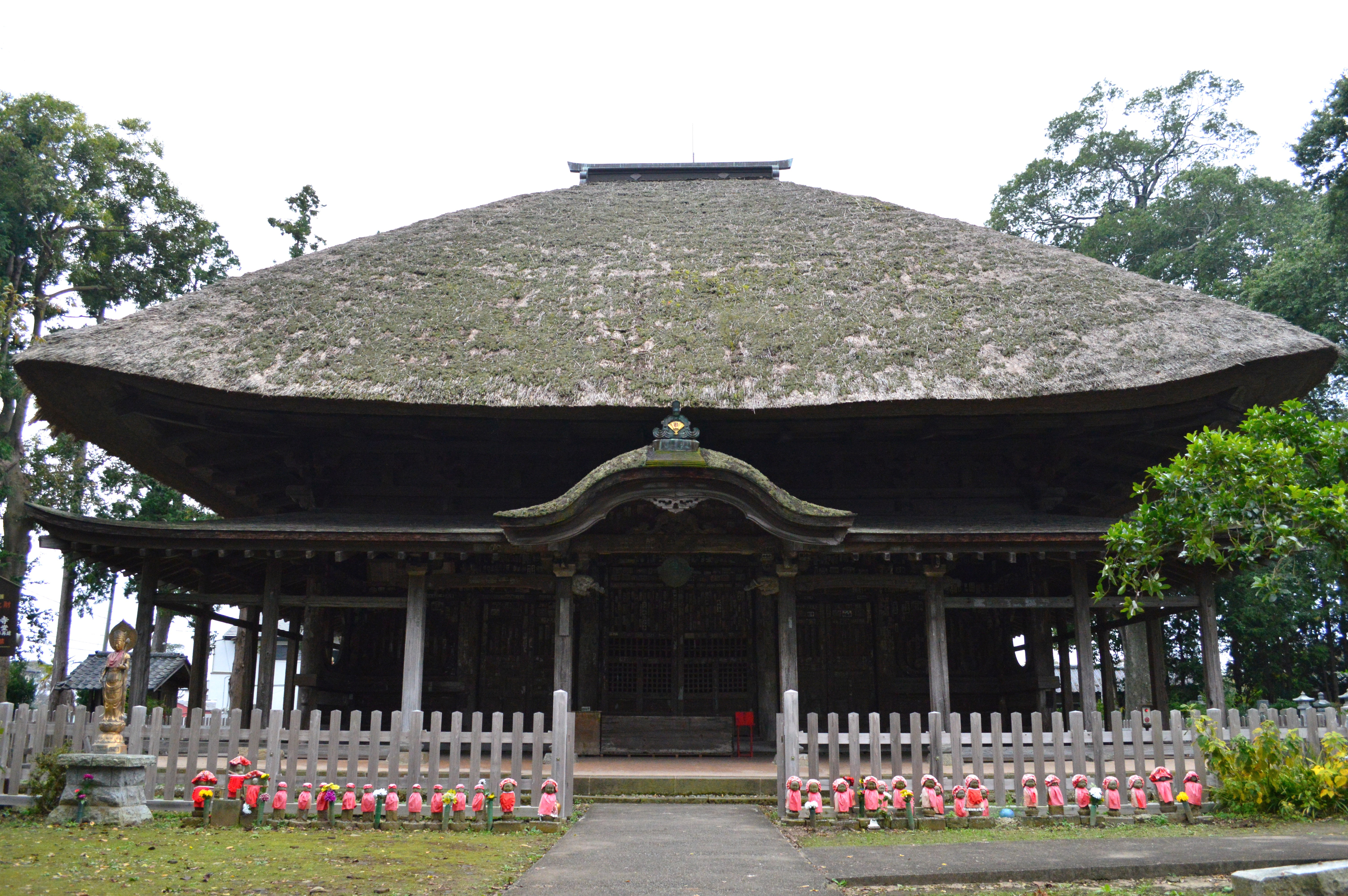
Haupthalle

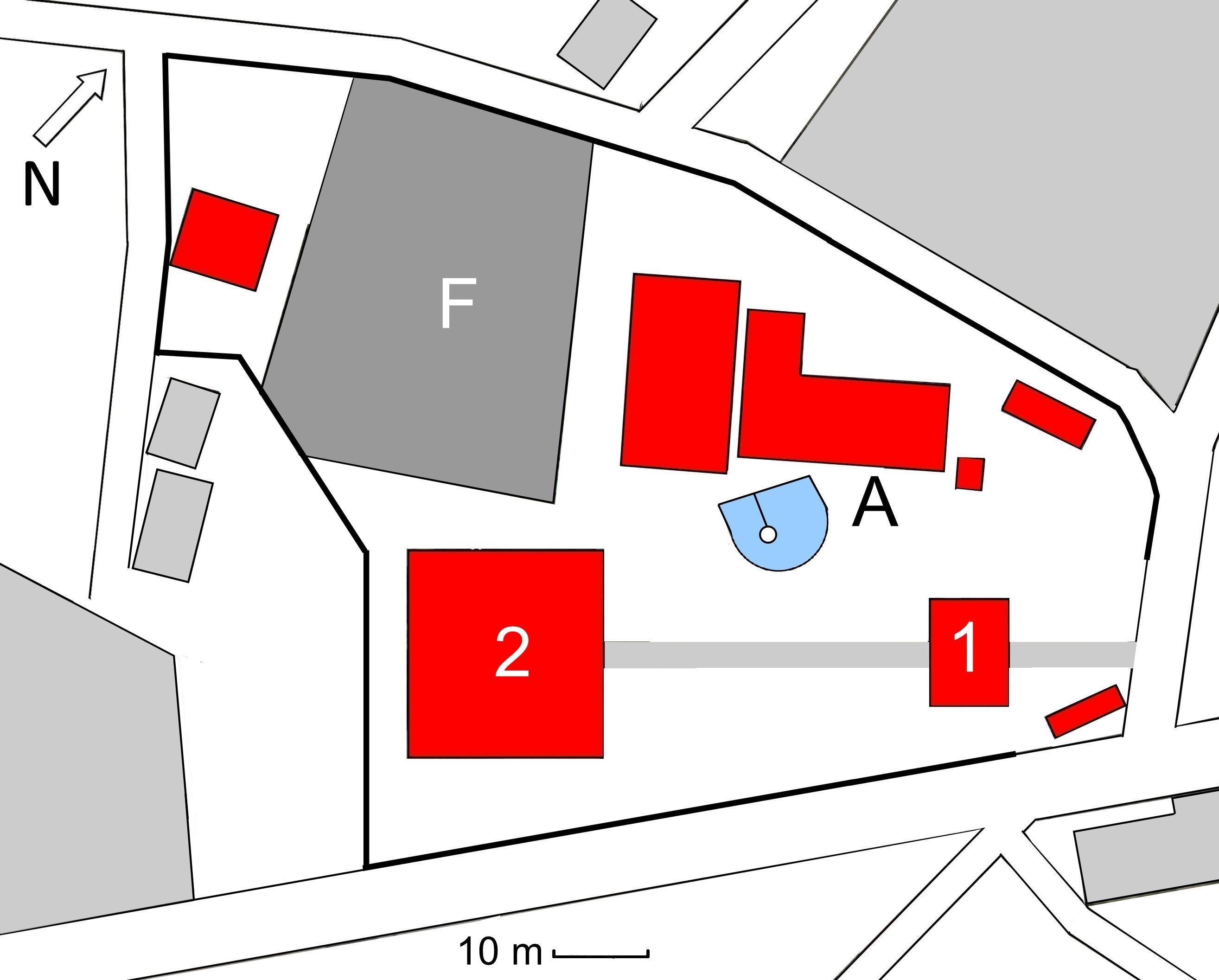
Plan des Tempels (s. Text)

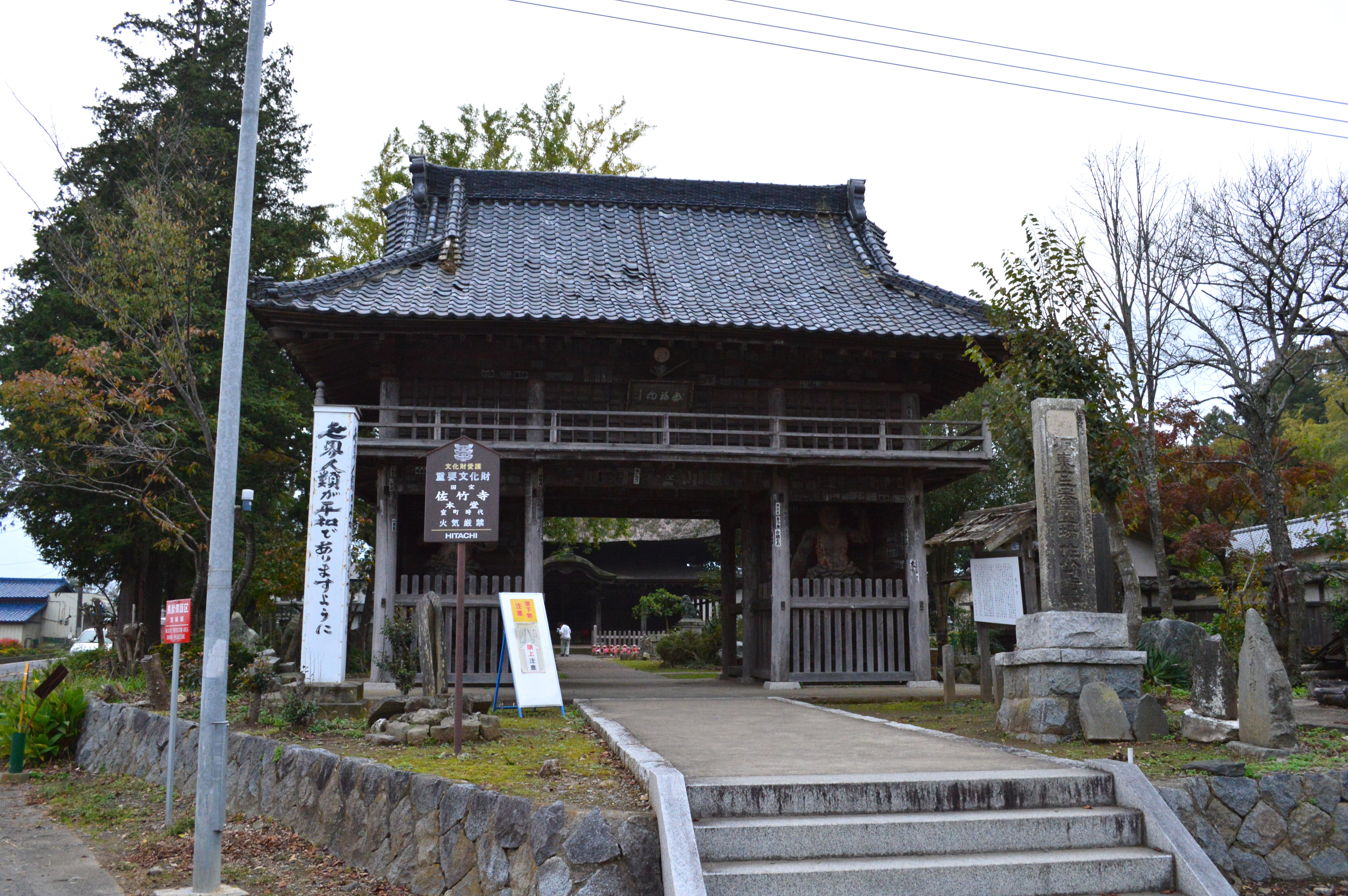
Tempeltor

Der Satake-ji (japanisch 佐竹寺) mit dem Bergnamen Myōfuku-san (妙福山) und dem Untertempelnamen Myōon-in (明音院) ist ein Tempel des Buzan-Zweigs (豊山派 Buzan-ha) der Shingon-Richtung des Buddhismus in Hitachi-Ōta (Ibaraki), Japan. In der traditionellen Zählung ist er der 22. der 33 Tempel der Kantō-Region.

## Geschichte
Der Überlieferung nach wurde der Tempel im 1. Jahr Kanna (寛和元年 Kanna gennen), 985, auf Wunsch des Kaisers Kazan von Priester Gemmitsu (元密) gegründet. Ursprünglich lag der Tempel als „Kannon-Tempel“ (観音寺 Kannon-ji) weiter nördlich vom Tsurugaike-Teich (鶴ヶ池) auf der Dōsaki-Anhöhe (洞崎峰). Das 6. Oberhauptes des Satake-Klans, Satake Nagayoshi (佐竹 長義; 1207–1272), unterstützte ab 1269 den Tempel, der daraufhin „Satake-ji“ genannt wurde.
1553 brannte der Tempel vollständig, worauf das 18. Oberhaupt, Satake Yoshiaki (佐竹 義昭; 1531–1565), an die heutige Stelle verlegen ließ. Verehrt wird eine elfgesichtige Kannon, auch „Nach Norden gewandte Kannon“ (北向観音 Kitamuki Kannon) genannt.

## Die Anlage
Man betritt den Tempel durch ein großes Tempeltor (山門 Sammon; 1 im Plan), das hier in Form eines Turmtores als Niō-Tor (仁王門 Niō-mon), also als Tor mit den beiden Tempelwächtern (Niō) rechts und links vom Durchgang ausgeführt ist. Die Haupthalle (本堂 Hondō; 2) hat ein Walmdach und ist mit Schilf gedeckt (茅葺 Kayabuki). Der Eingang ist im „chinesischen Stil“ (唐破風 Karahafu) überwölbt. Tokugawa Mitsukuni ließ das Gebäude restaurieren, das mit seinen Fenstern im Katō-Stil und der Ausführung der Kapitelle typisch für die Momoyama-Zeit ist. Die Haupthalle ist als Wichtiges Kulturgut Japans registriert.
Im Abt- und Mönchsquartier (A) befindet sich ein kleiner Teich, im nordwestlichen Teil ein Friedhof (F).